# Комми, Ричард
Ричард Комми (англ. Richard Commey; род. 10 марта 1987, Аккра, Гана) — ганский боксёр-профессионал, выступающий в лёгкой и первой полусредней весовых категориях. Среди профессионалов бывший чемпион мира по версии IBF (2019) в лёгком весе.

## Профессиональная карьера
Дебютировал на профессиональном ринге 26 февраля 2011 года, одержав победу нокаутом во 2-м раунде.
12 июля 2014 года победил по очкам британца Гари Бакленда и завоевал вакантный титул чемпиона содружества наций в лёгком весе.

### Чемпионский бой сРобертом Истером-младшим
9 сентября 2016 года встретился с не имеющим поражений американцем Робертом Истером-младшим в поединке за вакантный титул чемпиона мира в лёгком весе по версии IBF. Бой получился близким и конкурентным. После 12-ти раундов мнения судей разделились. Победу раздельным решениям отдали американцу.
2 декабря 2016 года встретился с бывшим претендентом на титул чемпиона мира в лёгком весе россиянином Денисом Шафиковым. Бой носил статус элиминатора по версии IBF. Шафиков шёл вперёд, а Комми действовал на контратаках. Поединок получился насыщенным и конкурентным. Победу раздельным решением судей одержал россиянин.
В январе 2017 года прекратил сотрудничество с промоутерской компанией «Sauerland Promotions». В августе того же года подписал контракт с компанией «DiBella Entertainment» Лу ДиБеллы.
10 марта 2018 года нокаутировал в 6-м раунде американца Алехандро Луну в элиминаторе IBF в лёгком весе.

### Чемпионский бой с Исой Чаниевым
2 февраля 2019 года встретился россиянином Исой Чаниевым в поединке за вакантный титул чемпиона мира по версии IBF в лёгком весе. В конце первого раунда ганец правым боковым, отправил Чаниева в нокдаун. От добивания росиянина спасли секунды оставшиеся до конца раунда. Во втором раунде превосходство Комми только росло. Сперва Ричард левым боковым отправил Чаниева во второй нокдаун, а затем «добил» оппонента.
28 июня 2019 года нокаутировал в 8-м раунде экс-чемпиона мира в лёгком весе мексиканца Раймундо Бельтрана.

### Чемпионский бой с Теофимо Лопесом
14 декабря 2019 года проиграл техническим нокаутом во 2-м раунде не имеющему поражений американцу Теофимо Лопесу (14-0, 11 KO) и потерял титул чемпиона мира по версии IBF (2-я защита Комми).
11 декабря 2021 года встретился с экс-чемпионом мира в трёх весовых категориях украинцем Василием Ломаченко. Проиграл по очкам.
27 августа 2022 года встретился с экс-чемпионом мира в двух весовых категориях пуэрториканцем Хосе Педрасой. Поединок завершился вничью.
25 марта 2023 года проиграл нокаутом в 11-м раунде экс-чемпиону мирв в 1-м полусреднем весе американцу Хосе Рамиресу.

## Статистика профессиональных боёв
В таблице перечислены результаты всех поединков боксёров.
В каждой строке указан результат поединка. Дополнительно номер поединка обозначен цветом, который обозначает итог поединка. Расшифровка обозначений и цветов представлена в нижеследующей таблице.
| Пример | Расшифровка                     |
| ------ | ------------------------------- |
|        | Победа                          |
|        | Ничья                           |
|        | Поражение                       |
|        | Планируемый поединок            |
|        | Поединок признан несостоявшимся |
| КО     | Нокаут                          |
| ТКО    | Технический нокаут              |
| PTS    | Решение судей (по очкам)        |
| UD     | Единогласное решение судей      |
| MD     | Решение большинства судей       |
| SD     | Раздельное решение судей        |
| RTD    | Отказ от продолжения боя        |
| DQ     | Дисквалификация                 |
| NC     | Поединок признан несостоявшимся |

| 36  | 25 марта 2023    | Хосе Рамирес (27-1)         | Save Mart Center, Фресно, Калифорния, США                                        | KO 11 (12)       | Элиминатор WBC в 1-м полусреднем весе. Комми два раза в нокдауне в 11-м раунде.                                            |
| 35  | 27 августа 2022  | Хосе Педраса (29-4)         | Hard Rock Hotel & Casino, Талса, Оклахома, США                                   | SD (10)          | Счёт: 97-93, 95-95, 94-96.                                                                                                 |
| 34  | 11 декабря 2021  | Василий Ломаченко (15-2)    | Мэдисон-сквер-гарден, Манхэттен, Нью-Йорк, штат Нью-Йорк, США                    | UD (12)          | Комми в нокдауне в 7-м раунде. Счёт: 110-117 и 108-119 (дважды).                                                           |
| 33  | 13 февраля 2021  | Джексон Маринес (19-1)      | MGM Grand, Лас-Вегас, Невада, США                                                | KO 6 (10), 2:35  | |
| 32  | 14 декабря 2019  | Теофимо Лопес (14-0)        | Мэдисон-сквер-гарден, Нью-Йорк, штат Нью-Йорк, США                               | TKO 2 (12), 1:13 | Бой за титул чемпиона мира по версии IBF (2-я защита Комми) в лёгком весе.                                                 |
| 31  | 28 июня 2019     | Раймундо Бельтран (36-8-1)  | Pechanga Resort & Casino, Темекьюла, Калифорния, США                             | KO 8 (12), 0:54  | Защита титула чемпиона мира по версии IBF (1-я защита Комми) в лёгком весе.                                                |
| 30  | 2 февраля 2019   | Иса Чаниев (13-1)           | Ford Center at The Star, Фриско, Техас, США                                      | TKO 2 (12), 0:39 | Завоевал вакантный титул чемпиона мира по версии IBF в лёгком весе.                                                        |
| 29  | 4 августа 2018   | Ярдли Армента Крус (24-10)  | Нассау Ветеранз Мемориал Колизеум, Юниондейл, Нью-Йорк, штат Нью-Йорк, США       | TKO 2 (8), 0:29  | |
| 28  | 10 марта 2018    | Алехандро Луна (22-0)       | Freeman Coliseum, Сан-Антонио, Техас, США                                        | TKO 6 (12), 1:54 | Элиминатор IBF в лёгком весе. Луна в нокдауне в 6-м раунде.                                                                |
| 27  | 11 марта 2017    | Хеди Слимани (26-2)         | Bukom Boxing Arena, Аккра, Гана                                                  | UD (12)          | Вакантный титул WBC International Silver в лёгком весе. Счёт: 117-111 и 116-112 (дважды).                                  |
| 26  | 2 декабря 2016   | Денис Шафиков (37-2-1)      | Tough Fight Gym, Москва, Россия                                                  | SD (12)          | Элиминатор IBF в лёгком весе. Счёт: 116-112, 113-115, 112-116.                                                             |
| 25  | 9 сентября 2016  | Роберт Истер-младший (17-0) | Сантандер Арена, Рединг, Пенсильвания, США                                       | SD (12)          | Вакантный титул чемпиона мира в лёгком весе по версии IBF. Истер в нокдауне в 8-м раунде. Счёт: 114-113, 113-114, 112-115. |
| 24  | 19 марта 2016    | Анзор Гамгебели (27-13-3)   | MusikTeatret, Альбертслунн, коммуна Альбертслунн, Дания                          | TKO 2 (8)        | |
| 23  | 17 октября 2015  | Каха Аветисян (41-31-1)     | Дм-Арена, Карлсруэ, Баден-Вюртемберг, Германия                                   | TKO 5 (10)       | |
| 22  | 22 мая 2015      | Баходир Мамаджонов (17-1)   | The D Hotel & Casino, Лас-Вегас, Невада, США                                     | TKO 8 (10)       | Вакантный титул IBF Inter-Continental в лёгком весе. Мамаджонов в нокдауне в 8-м раунде.                                   |
| 21  | 14 марта 2015    | Томпсон Моквана (20-9-1)    | Emperors Palace, Кемптон-Парк, ЮАР                                               | TKO 7 (12)       | Чемпион Содружества наций в лёгком весе (1-я защита Комми). Моквана в нокдауне в 1-м раунде.                               |
| 20  | 7 февраля 2015   | Михаил Авакян (27-18-4)     | Arena Nord, Фредериксхавн, коммуна Фредериксхавн, Северная Ютландия, Дания       | TKO 4 (8)        | |
| 19  | 13 декабря 2014  | Самир Зиани (17-1-1)        | MusikTeatret, Альбертслунн, коммуна Альбертслунн, Столичная область Дании, Дания | UD (10)          | Счёт: 97-93 и 96-94 (дважды).                                                                                              |
| 18  | 12 июля 2014     | Гари Бакленд (28-4)         | Йорк-холл, Бетхнэл Грин, Лондон, Англия, Великобритания                          | UD (12)          | Вакантный титул чемпиона Содружества наций в лёгком весе. Счёт: 118-110 и 117-111 (дважды).                                |
| 17  | 26 декабря 2013  | Принс Офотсу (15-3)         | Спортивный стадион, Аккра, Гана                                                  | TKO 8 (12)       | Вакантный титул African Boxing Union в лёгком весе.                                                                        |
| 16  | 13 июля 2013     | Пол Траскотт (19-3)         | Йорк-холл, Бетхнэл Грин, Лондон, Англия, Великобритания                          | TKO 8 (12)       | Элиминатор к титулу чемпиона Содружества наций в лёгком весе. Траскотт в нокдауне в 8-м раунде.                            |
| 15  | 8 марта 2013     | Билаль Мохаммад (24-5)      | City Engineers Yard, Аккра, Гана                                                 | KO 7 (12)        | Вакантный титул IBF Continental Africa в лёгком весе.                                                                      |
| 14  | 8 декабря 2012   | Фусейни Ахмед (10-7)        | Will Power Boxing Complex, Аккра, Гана                                           | TKO 7 (8)        | |
| 13  | 15 сентября 2012 | Крис Хьюз (15-2)            | Йорк-холл, Бетхнэл Грин, Лондон, Англия, Великобритания                          | RTD 4 (8)        | |
| 12  | 7 июля 2012      | Симас Волосинас (3-5)       | Йорк-холл, Бетхнэл Грин, Лондон, Англия, Великобритания                          | TKO 3 (6)        | |
| 11  | 16 декабря 2011  | Корли Коллисон (3-6)        | Кантонмантс, Аккра, Гана                                                         | TKO 6 (12)       | Чемпион Ганы в лёгком весе (1-я защита Коллисона). Коллисон в нокдауне в 6-м раунде.                                       |
| 10  | 2 декабря 2011   | Юсиф Салифу (0-6)           | Кантонмантс, Аккра, Гана                                                         | TKO 3 (8)        | |
| 9   | 4 ноября 2011    | Закария Салифу (1-9)        | Prison’s Canteen, Аккра, Гана                                                    | TKO 4 (8)        | |
| 8   | 21 октября 2011  | Тетте Лэмпти (0-2)          | Prison’s Canteen, Аккра, Гана                                                    | TKO 3 (8)        | |
| 7   | 10 сентября 2011 | Эммануэль Одои (1-6)        | Аккра, Гана                                                                      | KO 2 (8)         | |
| 6   | 30 июля 2011     | Дэн Куарти (0-6)            | Lebanon House, Аккра, Гана                                                       | TKO 2 (8)        | |
| 5   | 24 июня 2011     | Закария Салифу (1-6)        | Prison’s Canteen, Аккра, Гана                                                    | TKO 3 (8)        | |
| 4   | 21 мая 2011      | Яв Сакия (1-4)              | Lebanon House, Аккра, Гана                                                       | TKO 3 (8)        | |
| 3   | 29 апреля 2011   | Кума Дое (2-6)              | Prison’s Canteen, Аккра, Гана                                                    | KO 3 (8)         | |
| 2   | 2 апреля 2011    | Обиле Иссака (0-3)          | Prison’s Canteen, Аккра, Гана                                                    | TKO 1 (6)        | |
| 1   | 26 февраля 2011  | Баба Нсор (0-5)             | Prison’s Canteen, Аккра, Гана                                                    | TKO 2 (6)        | |
| Бой | Дата             | Соперник                    | Место проведения                                                                 | Результат        | Примечание |

## Титулы и достижения

### Региональные и второстепенные
- Чемпион Ганы в лёгком весе (2011).
- Титул IBF Continental Africa в лёгком весе (2013).
- Титул African Boxing Union в лёгком весе (2013).
- Чемпион Содружества наций в лёгком весе (2014—2015).
- Титул IBF Inter-Continental в лёгком весе (2015).
- Титул WBC International Silver в лёгком весе (2017).

### Мировые
- 2019 —  Чемпион мира по версии IBF в лёгком весе (до 61,2 кг).